# Z 16 Friedrich Eckoldt
Z 16 Friedrich Eckoldt war ein Zerstörer der Klasse 1934 A der deutschen Kriegsmarine. Der Zerstörer ging im Zweiten Weltkrieg am 31. Dezember 1942 im Nordmeer im Gefecht mit britischen Seestreitkräften verloren.
Benannt wurde der Zerstörer nach Kapitänleutnant Friedrich Eckoldt, dem Kommandanten des Torpedoboots V 48, der am 31. Mai 1916 mit seinem Boot in der Schlacht am Skagerrak unterging.

## Baugeschichte
Die Friedrich Eckoldt war ein Zerstörer des Anfang 1935 bestellten Typs 1934 A. Er hatte eine Länge über alles von 121 m und eine Länge in der Schwimmwasserlinie von 116 m, war bis zu 11,3 m breit und hatte einen Tiefgang von maximal 4,23 m. Die Standardverdrängung betrug 2239 ts und 3165 t bei voller Ausrüstung. Die Höchstgeschwindigkeit war 36 kn.
Die Blohm & Voss-Turbinen hatten eine Maximalleistung von 70.000 PS. Die Dampferzeugung für die Turbinen erfolgte in sechs Hochdruckkesseln vom System Benson. Wie die anderen Boote der Klasse konnte sie bis zu 752 t Dieselkraftstoff fassen, die ihr eine Reichweite von 4400 Seemeilen bei 19 Knoten (kn) geben sollten. Die Boote der Klasse erwiesen sich in der Praxis aber als topplastig und 30 % des Treibstoffes blieben ungenutzt, um als notwendiger Ballast zu dienen. Dies reduzierte die nutzbare Reichweite auf 1825 Seemeilen bei 19 kn.
Bewaffnet war die Friedrich Eckoldt mit fünf 12,7-cm SK C/34 in Einzelaufstellung mit Schutzschilden, von denen je zwei übereinander vorn und hinten angeordnet waren. Das fünfte Geschütz stand auf dem hinteren Deckshaus. Die Flugzeugabwehrbewaffnung bestand aus vier 3,7-cm SK C/30 in Zwillingslafetten neben dem hinteren Schornstein und sechs 2-cm-Flak C/30 in Einzellafetten. Die Torpedobewaffnung bestand aus acht 53,3-cm-Torpedorohren in zwei Vierlingssätzen. Vier Wasserbombenwerfer standen neben dem hinteren Deckshaus. Dazu gab es sechs Halterungen für Wasserbomben im Heckbereich. Damit konnte der Zerstörer Salven von bis zu 16 Wasserbomben werfen. Der Vorrat an Wasserbomben konnte bis zu 64 betragen. Zusätzlich hatte das Boot auf dem hinteren Deck Schienen für den Transport von bis zu 60 Minen.
Die Kiellegung des im Januar 1935 mit den insgesamt zwölf Booten der Klasse 1934 A bestellten Bootes erfolgte am 14. November 1935 bei Blohm & Voss in Hamburg mit der Baunummer 505 als letztes der von dieser Werft zu liefernden Boote der Klasse 1934 A nach Friedrich Ihn und Erich Steinbrinck. Taufe und Stapellauf der Friedrich Eckoldt fanden am 21. März 1937 statt und am 2. August 1938 wurde sie als achtes Boot der Klasse in Dienst gestellt, da die Germaniawerft erst ein Boot fertigstellen konnte.

## Einsatzgeschichte
Die Friedrich Eckoldt wurde im August 1938 der 3. Zerstörerdivision zugeteilt. Das neue Boot nahm im August 1938 an der Parade zu Ehren von Hitler und Horthy anlässlich des Stapellaufs des Schweren Kreuzers Prinz Eugen teil und wurde im Herbst 1938 der neu gebildeten 1. Zerstörerflottille zugeteilt.
Am 23./24. März 1939 wurde der Zerstörer bei der Wiederinbesitznahme des Memellandes eingesetzt und war dann vom 18. April bis 16. Mai an der Flottenreise in den Atlantik und das Mittelmeer mit den drei Panzerschiffen Admiral Graf Spee, Deutschland und Admiral Scheer und den Leichten Kreuzern Leipzig und Köln sowie weiteren Zerstörern und U-Booten beteiligt.

### Kriegseinsatz
Bei Kriegsbeginn (Überfall auf Polen) war die Friedrich Eckoldt eines der in der Ostsee eingesetzten Schiffe. Ab dem 5. September 1939 war sie mit anderen Zerstörern und Torpedobooten an der Ausbringung der sogenannten Westwall-Minensperren in der Nordsee beteiligt. Am 8. bis 10. Oktober war sie am Vorstoß bis auf die Höhe der norwegischen Küste mit dem Schlachtschiff Gneisenau, dem Kreuzer Köln und acht weiteren Zerstörern beteiligt. Die 4. Zerstörerflottille unter ihrem Chef, Fregattenkapitän Bey auf der Bruno Heinemann, versuchte im November mehrfach mit der Erich Steinbrinck und der Friedrich Eckoldt im Skagerrak und Kattegat Handelskrieg zu führen, fand aber keine Schiffe der Kriegsgegner. Zuvor war die Friedrich Eckoldt bereits am 17./18. Oktober an einem offensiven Minenunternehmen der deutschen Zerstörer beteiligt, als sie mit fünf anderen Zerstörern unter dem Kommando des F.d.T., Konteradmiral Lütjens, ein Minenfeld vor der Humbermündung legte. Weitere Minenunternehmen folgten am 18./19. November erneut gegen die Humbermündung mit der 4. Zerstörerflottille unter Fkpt. Bey, deren Sperre dem polnischen Motorschiff Piłsudski (14.294 BRT) zum Verhängnis wurde, am 6./7. Januar 1940 mit der 1. Zerstörerflottille unter FKpt. Berger gegen die Themsemündung, wo unter anderen der britische Zerstörer Grenville verloren ging, am 10./11. Januar unter dem F.d.Z., (Kommodore Bonte) mit sechs Booten gegen Newcastle und am 9./10. Februar unter FKpt. Berger als Flottillenboot mit Richard Beitzen und Max Schultz gegen Harwich.
Am 22./23. Februar 1940 war die Friedrich Eckoldt als Flottillenboot der 1. Zerstörerflottille unter FKpt. Berger im Verband des F.d.Z. (Kommodore Bonte) mit fünf anderen Zerstörern beim Unternehmen Wikinger gegen britische Fischdampfer in der Nordsee zum Einsatz. He 111 der II./KG 26 griffen die ausmarschierenden Zerstörer irrtümlich an und erzielten auf der Leberecht Maass drei Bombentreffer. Bei Ausweichmanövern gerieten die Leberecht Maass und die Max Schultz dann in eine britische Minensperre und sanken nach Minentreffern. Nur 60 Mann der Leberecht Maass konnten gerettet werden (19 von der Friedrich Eckoldt); den Untergang der Max Schultz überlebte keiner. Insgesamt starben 578 Besatzungsmitglieder.
Beim Unternehmen Weserübung bildete die als Reserveboot eingeteilte Friedrich Eckoldt als Ersatz für die im letzten Moment ausgefallene Hermann Schoemann mit den Zerstörern Paul Jacobi, Theodor Riedel und Bruno Heinemann sowie dem Schweren Kreuzer Admiral Hipper die Kriegsschiffgruppe 2, die Trondheim besetzte.  Wie alle Boote der Gruppe erlitt sie auf dem Weg nach Trondheim durch hohen Wellengang erhebliche Seeschäden. Nachdem sie die eingeschifften Truppen abgesetzt hatten, ließen die mangelhafte Treibstoffversorgung durch den Verlust der großen Schiffe der Tankerstaffel (insbesondere der Stedingen), die Seeverhältnisse und der Zustand der Boote den geplanten Rückzug der vier Zerstörer nicht zu, so dass am 10. nur der Kreuzer und die Friedrich Eckoldt den norwegischen Hafen wieder verließen. Allerdings wurde der Zerstörer nach Verlassen der Küstengewässer wieder zurückgeschickt, da er bei dem Wetter und den Seeverhältnissen die Geschwindigkeit des Kreuzers nicht halten konnte. Nach Eintreffen des Versorgers Levante konnten am 14. April 1940 die Bruno Heinemann und die Friedrich Eckoldt dann doch den Rückmarsch eintreten und trafen am 16. wieder in Wilhelmshaven ein.
Im Zuge der Neuorganisation der Zerstörerverbände nach den Verlusten in Norwegen wurde die Friedrich Eckoldt der 5. Zerstörerflottille zugeteilt. Ihr Kommandant, Fregattenkapitän Alfred Schemmel, führte bis August gleichzeitig die Geschäfte des Flottillenchefs und zeitweise auch die des Führers der Zerstörer (F.d.Z.).
In der Bauwerft wurde ein Funkmessgerät eingebaut. Im Juni 1940 besiegte die Wehrmacht Frankreich und besetzte Teile davon.
Anfang September verlegte Z 16 unter Führung des neuen F.d.Z., Kapitän zur See Bey auf der Hans Lody, mit der Karl Galster, der Theodor Riedel und der Friedrich Ihn nach Le Havre und Cherbourg. Sie nahm an verschiedenen Unternehmungen teil, so am 28./29. September als Deckungsgruppe mit der Theodor Riedel für ein vom F.d.Z. mit fünf weiteren Zerstörern gegen die Falmouth Bay durchgeführtes Minenunternehmen.
Nach leichten Schäden durch Luftangriffe am 18. September in Cherbourg erlitt die Friedrich Eckoldt schwerere Schäden durch einen Luftangriff in der Nacht zum 10. Oktober 1940 in Brest durch Fairey Swordfish der No. 812 Squadron des Fleet Air Arm. Ein Gefallener und drei Verwundete waren zu beklagen. Am 5. November trat Z 16 den Rückmarsch an, um bis zum Jahresende in der Bauwerft überholt zu werden.
Nach ersten Probefahrten in der Ostsee lag das Boot dann in Swinemünde, um bei dem geplanten Unternehmen Rheinübung als Sicherung zu dienen. Es schloss sich am 19. Mai 1941 vor Rügen mit Z 23 dem in den Atlantik auslaufenden Schlachtschiff Bismarck und der Prinz Eugen an, von denen am 22. Mai nordwestlich von Trondheim die drei Begleit-Zerstörer entlassen wurden, zu denen ab dem Großen Belt noch Hans Lody gehörte. Die Friedrich Eckoldt ging nach Wilhelmshaven.
Im Juni gehörte Z 16 zum Geleit des Schweren Kreuzers Lützow, der von Kiel über Norwegen in den Atlantik ausbrechen sollte. Der Verband wurde von der britischen Luftaufklärung entdeckt, und am 13. Juni gelang es einer Bristol Beaufort, die deutschen Einheiten auf der Höhe von Egersund überraschend anzugreifen und die Lützow mit einem Torpedo zu treffen. Auf dem Kreuzer fiel der Antrieb aus und die Friedrich Eckoldt nahm den Kreuzer eine Zeit in Schlepp, bis die Lützow ihre Steuerbord-Maschine wieder starten und mit eigener Kraft weiterlaufen konnte. Der Verband kehrte nach Kiel zurück.
Am 20. Juni verlegte die Friedrich Eckoldt mit der Hermann Schoemann und der Karl Galster nach Bergen, wo sie bis zum 4. Juli verblieben, da auf der Hermann Schoemann die Haupttreibstoffpumpe repariert werden musste und man auf die Richard Beitzen und die Hans Lody wartete. Die fünf Zerstörer setzten dann ihren Marsch nach Norden fort und erreichten ihren geplanten neuen Stützpunkt Kirkenes am 10. Juli. Am 12. liefen sie erstmals zur Suche nach alliiertem Schiffsverkehr aus, konnten allerdings erst in der folgenden Nacht einen kleinen sowjetischen Geleitzug entdecken, von dem nur zwei Schiffe bei fast vollständigem Munitionsverbrauch versenkt werden konnten. Auf dem Rückmarsch wurden die Zerstörer aus der Luft angegriffen und die Friedrich Eckoldt erzielte einen Abschuss. Ein weiterer Vorstoß am 22. Juli erbrachte nur die Versenkung eines sowjetischen Schiffes. Wieder mussten die Boote Luftangriffe abwehren. Als die britischen Flugzeugträger Victorious und Furious am 29. Juli Petsamo und Kirkenes angriffen, befanden sich die deutschen Zerstörer zu weit im Osten, um die Träger angreifen zu können.
Die Zerstörer machten noch einen weiteren Angriff auf die Kola-Bucht und versenkten ein Wachschiff. Bei diesem Vorstoß erhielt die Friedrich Eckoldt einen Bombentreffer, der die Ruder- und die Steuerbordmaschine beschädigte. Nach einer Notreparatur wurde der Zerstörer zur gründlicheren Instandsetzung nach Narvik befohlen. Das Boot blieb weiter in Nordnorwegen bis zu einer Kollision mit einem norwegischen Frachter am 12. Oktober 1941 in Tromsø. Nach einer vorläufigen Reparatur im Schwimmdock von Trondheim ab dem 22. Oktober wurde das Boot zur umfassenden Reparatur nach Kiel geschickt, wo es am 9. November eintraf. Während des Werftaufenthalts erhielt die Friedrich Eckoldt wie alle ursprünglich mit Blohm & Voss-Turbinen angetriebenen, überlebenden Boote der Bauwerften Blohm & Voss und Germania neue – von der Germaniawerft gefertigte – Turbinen mit einer etwas geringeren Leistung von 67.000 PS. Die Ausstattung mit leichten Flakgeschützen bestand jetzt aus einem 2-cm-Flakvierling und sieben Einzelgeschützen des Modells 38.
Die Friedrich Eckoldt beendete die Überholung am 15. April 1942 und versuchte zusammen mit der Karl Galster und der Theodor Riedel am 11. Juni erstmals wieder nach Norwegen zu verlegen, wurde jedoch durch Antriebsprobleme erneut zu einem Werftaufenthalt gezwungen. Erst am 9. Juli traf sie dann in Trondheim zusammen mit dem Leichten Kreuzer Köln ein; sie hatten auf dem Verlegungsmarsch die deutschen Minenfelder zum Schutz des Skagerrak-Zugangs verstärkt. Am 18. Juli erreichte der Zerstörer dann Narvik. Kurzzeitig diente er dem F.d.Z. als Führungsboot und war dann ab dem 22. Juli das Flottillenführerboot der 5. Zerstörerflottille unter Kapitän zur See Schemmel. Zusammen mit der Richard Beitzen und der Erich Steinbrinck, ebenfalls Boote der 5. Zerstörerflottille, sicherte der Zerstörer am 17./18. August das Auslaufen der Admiral Scheer zu deren Unternehmen Wunderland gegen den sowjetischen Schiffsverkehr in der Karasee fast bis zur Bären-Insel. Danach begleiteten die Zerstörer das Minenschiff Ulm etwa die gleiche Strecke, die nordwestlich von Nowaja Semlja ein Minenfeld legen sollte. Die Ulm wurde bald nach dem Rückzug der deutschen Zerstörer von drei britischen Zerstörern (Marne, Martin und Onslaught) gestellt und versenkt, während die deutschen Zerstörer vom 29. bis 31. August die aus der Karasee zurückkehrende, fast erfolglos gebliebene Admiral Scheer aufnehmen und sicher nach Narvik begleiten konnten.
Am 10. September gehörte die Friedrich Eckoldt zu den für einen Angriff auf den Geleitzug PQ 18 vorgesehenen Einheiten der Kriegsmarine, der dann aber nicht mit Überwasserstreitkräften durchgeführt wurde, da die Admiral Scheer als schwerste zur Verfügung stehende Einheit Maschinenprobleme hatte und britische Schlachtschiffe am Geleitzug erwartet wurden.
Vom 13. bis 15. Oktober verlegten die Zerstörer Friedrich Eckoldt, Richard Beitzen, Z 27 und Z 30 ein Minenfeld vor der Kanin-Halbinsel im Zugang zum Weißen Meer. Am 5. November versuchten dieselben vier Zerstörer mit der Admiral Hipper, den inzwischen einzelfahrenden Schiffsverkehr von Großbritannien und Island zu den sowjetischen Häfen zu stören, konnten aber kein Schiff finden.

### Das Ende derFriedrich Eckoldt
Am 30. Dezember 1942 griff die Kriegsmarine mit dem Unternehmen Regenbogen den alliierten Geleitzug JW 51B in zwei Kampfgruppen an, die aus je einem Schweren Kreuzer und drei Zerstörern bestanden.
Der Befehlshaber des Angriffs, Admiral Kummetz, kommandierte die Kriegsschiffe Friedrich Eckoldt, Richard Beitzen, Z 29 und Admiral Hipper. Nach dem deutschen Angriffsplan sollte die Hipper-Gruppe die Sicherungskräfte des Geleitzuges auf sich ziehen, während sich die Lützow mit den drei anderen Zerstörern auf die Vernichtung der Handelsschiffe konzentrieren sollte. Die Zerstörer der Hipper-Gruppe bildeten einen Suchstreifen vor dem Kreuzer und entdeckten den Geleitzug am Morgen des 31., wurden aber auch vom britischen Zerstörer Obdurate gesichtet, auf den sie das Feuer aus 8000 m Entfernung eröffneten. Die Obdurate drehte unbeschädigt ab und die drei deutschen Zerstörer ließen sich befehlsgemäß auf die Admiral Hipper zurückfallen. Diese war auf den Minensucher Bramble, der nach zurückgefallenen Schiffen suchte, gestoßen und hatte ihn angeschossen. Den Zerstörern wurde befohlen, das als Korvette angesprochene feindliche Schiff zu versenken, während der Kreuzer weiter Richtung Geleitzug lief, um dessen Sicherung auf sich zu ziehen.
Die Zerstörer fanden nach einer Weile die Bramble, und die Friedrich Eckoldt versenkte das britische Schiff, das mit der gesamten Besatzung sank. Die Admiral Hipper hatte inzwischen den Geleitzug erreicht und den Zerstörer Achates schwer getroffen, dem die Zerstörer Onslow, Obdurate, Obedient und Orwell zur Hilfe kamen. Bei sehr schlechter Sicht erreichten auch noch die Kreuzer Sheffield und Jamaica das Schlachtfeld; die Admiral Hipper hielt sie anfangs für weitere Zerstörer. Die wieder zur Admiral Hipper laufende Friedrich Eckoldt, die nichts von britischen Kreuzern beim Geleitzug wusste, entdeckte plötzlich auf 4000 m Distanz vor sich die Sheffield, die den Zerstörer sofort mit allen Geschützen unter Feuer nahm. Die Friedrich Eckoldt gab keinen Schuss ab und sank auf der Position 77° 19′ 0″ N, 30° 47′ 0″ O mit der gesamten Besatzung und dem Flottillenstab. Alle 341 Mann an Bord starben. Das Schiff wurde von seinem Ersten Offizier, Korvettenkapitän Günther Bachmann, kommandiert, weil Korvettenkapitän Lutz Gerstung eine Woche zuvor gestorben war.

## Kommandanten
| Name                                              | Zeitraum                                   |
| ------------------------------------------------- | ------------------------------------------ |
| Korvettenkapitän/Fregattenkapitän Alfred Schemmel | 2. August 1938 bis 20. Juli 1942           |
| Korvettenkapitän Rudolf Menge                     | i. V. April/Mai und September/Oktober 1941 |
| Korvettenkapitän Lutz Gerstung                    | 19. August bis 23. Dezember 1942 †         |
| Korvettenkapitän Günther Bachmann                 | i. V. 23.–31. Dezember 1942 †              |
| Kapitän zur See Alfred Schemmel                   | i. V. Dezember 1942                        |